# Víťazovce, Humenné
Víťazovce este o comună slovacă, aflată în districtul Humenné din regiunea Prešov. Localitatea se află la altitudinea de 168 m deasupra n.m., se întinde pe o suprafață de 5,57 km2 și în 2017 număra 299 de locuitori. Se învecinează cu comuna Ohradzany.

## Istoric
Localitatea Víťazovce este atestată documentar din 1545.

## Demografie
| An:                | 1994 | 2004   | 2014   | 2024   |
| ------------------ | ---- | ------ | ------ | ------ |
| Număr de persoane: | 347  | 345    | 313    | 321    |
| Diferență:         |      | −0,57% | −9,27% | +2,55% |

| An:                | 2023 | 2024   |
| ------------------ | ---- | ------ |
| Număr de persoane: | 324  | 321    |
| Diferență:         |      | −0,92% |